# Вейверлі (Мічиган)
Вейверлі (англ. Waverly) — переписна місцевість (CDP) в США, в окрузі Ітон штату Мічиган. Населення — 23 812 особи (2020).

## Географія
Вейверлі розташоване за координатами 42°44′18″ пн. ш. 84°38′2″ зх. д. / 42.73833° пн. ш. 84.63389° зх. д. (42.738403, -84.633955).  За даними Бюро перепису населення США в 2010 році переписна місцевість мала площу 23,63 км², з яких 23,49 км² — суходіл та 0,14 км² — водойми.

## Демографія
Згідно з переписом 2010 року, у переписній місцевості мешкало 23 925 осіб у 10 994 домогосподарствах у складі 6094 родин. Густота населення становила 1013 особи/км².  Було 11784 помешкання (499/км²).
Расовий склад населення:
| - 75,2 % — білих - 13,8 % — чорних або афроамериканців - 4,2 % — азіатів - 0,5 % — корінних американців - 2,2 % — осіб інших рас |

До двох чи більше рас належало 4,0 %. Частка іспаномовних становила 6,9 % від усіх жителів.
За віковим діапазоном населення розподілялося таким чином: 19,7 % — особи молодші 18 років, 63,9 % — особи у віці 18—64 років, 16,4 % — особи у віці 65 років та старші. Медіана віку мешканця становила 40,7 року. На 100 осіб жіночої статі у переписній місцевості припадало 89,6 чоловіків;  на 100 жінок у віці від 18 років та старших — 86,3 чоловіків також старших 18 років.
Середній дохід на одне домашнє господарство  становив 67 460 доларів США (медіана — 52 767), а середній дохід на одну сім'ю — 82 757 доларів (медіана — 71 323). Медіана доходів становила 50 393 долари для чоловіків та 42 570 доларів для жінок. За межею бідності перебувало 9,1 % осіб, у тому числі 12,1 % дітей у віці до 18 років та 6,8 % осіб у віці 65 років та старших.
Цивільне працевлаштоване населення становило 12 511 осіб. Основні галузі зайнятості: освіта, охорона здоров'я та соціальна допомога — 22,6 %, виробництво — 12,4 %, роздрібна торгівля — 10,8 %, публічна адміністрація — 9,6 %.